# Кайда Назар Вячеславович
Назар Вячеславович Кайда (нар. 16 квітня 2005, Україна) — український футболіст, вінґер футбольного клубу «Буковина-2».

## Життєпис
У ДЮФЛУ з 2018 по 2022 рік виступав за «ОФКІП-Полісся» та МФА (Мукачево). У 2022 році перейшов до структури «Олександрії», у складі якої протягом двох сезонів виступав в юнацькому чемпіонаті України.
Напередодні старту сезону 2024/25 років перейшов до «Олександрії-2». На професійному рівні дебютував за резервну команду олександрійців 8 серпня 2024 року в переможному (2:1) виїзному поєдинку 1-го туру групи Б Другої ліги України проти «Гірника-Спорту». Назар вийшов на поле в стартовому складі, а на 64-й хвилині його замінив Сергій Лебедєв.
Другу половину сезону 2024/25 провів у складі  клубу «Діназ», записавши у свій актив 7 поєдинків у першій лізі України. З сезону 2025/26 виступає за фарм-клуб чернівецької «Буковини».